# L'assurdo mestiere
L'assurdo mestiere è il quarto album pubblicato da Giorgio Faletti, nel 1995. Include la canzone omonima L'assurdo mestiere, in gara al Festival di Sanremo 1995.
L'album è stato premiato con il prestigioso riconoscimento Rino Gaetano, per la parte letteraria delle canzoni.

## Tracce
Testi e musiche di Giorgio Faletti.
1. L'assurdo mestiere – 3:40 (G. Faletti)
2. Il Grande Houdini – 4:34 (G. Faletti)
3. Il cane – 3:39 (G. Faletti)
4. Il semaforo in paradiso – 4:45 (G. Faletti)
5. Mio fratello non trova lavoro (Feat. Barbara Babs Boffelli) – 4:22 (G. Faletti)
6. La divisa – 4:26 (G. Faletti)
7. Altaluna (Feat. Rosa Mangano) – 4:04 (G. Faletti)
8. Il primo e l'ultimo – 4:14 (G. Faletti)
9. Fango – 4:00 (G. Faletti)
10. G. – 1:58 (G. Faletti)

## Musicisti
- Giorgio Faletti - voce
- Lucio Fabbri - violino, viola, chitarra, tastiera, basso, percussioni
- Stefano Cisotto - tastiera, organo Hammond, pianoforte, programmazione
- Roberto Testa - batteria
- Franco Cristaldi - basso
- Roby Facini - chitarra acustica, chitarra spagnola
- Piero Gemelli - chitarra elettrica in 2
- Marco Priori - chitarra elettrica in 5
- Rosa Mangano - voce in 7
- Barbara Boffelli - voce in 5, cori
- Feiez, Alice Salis, Paolo Palazzoli - cori